# Lago Giulietti
Il lago Giulietti (conosciuto anche come lago Afrera o Egoghi Bad) è un lago vulcanico dell'Etiopia, è salato e endoreico, posto nella regione di Afar, con una superficie di 100 km quadrati. Gli esploratori italiani Ludovico M. Nesbitt, Tullio Pastori e Giuseppe Rosina furono i primi europei a raggiungere questa regione nel 1928 e a far conoscere la Dancalia al resto del mondo. 
Un altro esploratore italiano, Raimondo Franchetti, che ripercorse la depressione dancala nel 1929, volle ricordare l'esploratore italiano Giuseppe Maria Giulietti, ucciso molti anni prima nella regione, dando il suo nome al grande lago scoperto l'anno precedente. I resti dell'esploratore furono ritrovati nei pressi dello specchio d'acqua e riportati in patria. L'unica isola del lago, l'isola Franchetti (conosciuta anche come isola Deset) è nota per essere l'isola più al di sotto del livello del mare al mondo.